# Bremm
Bremm település Németországban, Rajna-vidék-Pfalz tartományban. Lakosainak száma 714 fő (2023. december 31.).

## Fekvése
Koblenztől délnyugatra fekvő település.

## Népesség
A település népességének változása:
| Lakosok száma | 1013 | 833  | 768  | 738  | 719  | 735  | 714  |
|               | 1975 | 2010 | 2017 | 2019 | 2021 | 2022 | 2023 |